# Conchatalos
Conchatalos là một chi ốc biển, là động vật thân mềm chân bụng sống ở biển thuộc họ Muricidae, họ ốc gai.

## Các loài
Các loài thuộc chi Conchatalos bao gồm:
- Conchatalos canalibrevis Houart, 1995[2]
- Conchatalos lacrima (Houart, 1991)[3]
- Conchatalos spinula Houart & Héros, 2008[4]
- Conchatalos tirardi (Houart, 1991)[5]
- Conchatalos vaubani Houart, 1995[6]